# Temnora wollastoni
Temnora wollastoni là một loài bướm đêm thuộc họ Sphingidae. Loài này có ở Liberia, phía đông Cộng hòa Trung Phi và phía nam Cộng hòa Dân chủ Congo, Cộng hòa Congo và Gabon.
Chiều dài cánh trước khoảng 22 mm. Nó gần giống loài Temnora zantus zantus, nhưng phần đầu mặt trên cánh trước có cùng màu nâu đậm với phần đuôi cánh. 